# 100-ті до н. е.

## Події
- Можлива дата народження Юлія Цезаря
- Югуртинська війна
- Кімврська війна
- Китай і Степ
  - 114 рік до н. е. - Смерть шаньюя Ічісйе. Замість Ічісйе обраний його син Увей - людина тиха і невійськова.
  - 104 рік до н. е. - Смерть шаньюя Увея. Від нього верховна влада перейшла до шаньюя Ушілу.
  - 103 рік до н. е. - Ушілу здійснив похід на Китай, захватив безліч худоби і людей. Він готувався і до інших походів на імперію.
  - 102 рік до н. е. - Ушілу раптово захворів і помер.
  - 101 рік до н. е.-96 рік до н. е. — Цзюйдіхоу - третій молодший син шаньюя Ічжісе. Це був розумний і хоробрий полководець. Особливо тяжким для китайців виявився похід 97 року до н. е .
- царювання в Понтійському царстві царя Мітрідата VI;

## Римські консули десятиліття
- 109: Квінт Цецилій Метелл Нумідійський і Марк Юній Сілан
- 108: Сервій Сульпіцій Гальба і Квінт Гортензія, суффект - Марк Емілій Скавр
- 107: Луцій Кассій Лонгін и Гай Марій
- 106: Гай Атілій Серран і Квінт Сервілій Цепіон
- 105: Публій Рутілій Руф і Гней Маллен Максим
- 104: Гай Марій (у 2-й раз) і Гай Флавій Фімбрія
- 103: Гай Марій (в 3-й раз) і Луцій Аврелій Орест
- 102: Гай Марій (в 4-й раз) і Квінт Лутацій Катул
- 101: Гай Марій (в 5-й раз) і Мантій Аквілій
- 100: Гай Марій (в 6-й раз) і Луцій Валерій Флакк